# Sainte-Gemme (Deux-Sèvres)
Sainte-Gemme település Franciaországban, Deux-Sèvres megyében. Lakosainak száma 407 fő (2022. január 1.). Sainte-Gemme Geay, Luché-Thouarsais, Pierrefitte és Saint-Varent községekkel határos.

## Népesség
A település népessége az elmúlt években az alábbi módon változott:
| Lakosok száma | 391  | 402  | 404  | 400  | 399  | 400  | 405  | 407  | 407  |
|               | 2013 | 2015 | 2016 | 2017 | 2018 | 2019 | 2020 | 2021 | 2022 |